# Дерезовское сельское поселение
Дерезовское сельское поселение — муниципальное образование Верхнемамонского района Воронежской области России.
Административный центр — село Дерезовка.

## История
Дерезовка возникла в 40-е годы XVIII века. В 1900 году в селе проживали 2911 человек и имелось 418 дворов.
В марте 1918 года был образован совет крестьянских депутатов. 10 августа 1918 года село было захвачено белоказаками генерала Краснова. В декабре 1918 года жители устроили восстание и вернули власть сельскому совету. В июне 1919 года село заняли казаки генерала Деникина. Освобождено в декабре 1919 года. Зимой 1920 года Дерезовка занята мятежниками атамана Колесникова и разграблено. Первого августа 1921 года в Дерезовке создана комсомольская ячейка.
В 1929 году в селе проходит коллективизация. В колхоз «Путь бедняка» объединились 300 хозяйств. После неоднократной реорганизации с 1959 года колхоз именовался «Заря коммунизма». К началу 80-х годов двадцатого века село полностью перестроено и переоснащено.
По переписи населения 2000 года в Дерезовке проживало 1240 человек и имелось 746 дворов. По переписи населения 2012 года в сельском поселении (вместе с хуторами Донской и Оробинский) проживало 1022 человек.

## Население
| 2010 | 2012 | 2013 | 2014 | 2015 | 2016 | 2017 | 2018 | 2019 |
| ---- | ---- | ---- | ---- | ---- | ---- | ---- | ---- | ---- |
| 1031 | ↘989 | ↘968 | ↘929 | ↘916 | ↘890 | ↘867 | ↘821 | ↘808 |
| 2020 | 2021 |      |      |      |      |      |      |      |
| ↗816 | ↗866 |      |      |      |      |      |      |      |

## Административное деление
В состав Дерезовского сельского поселения входят 3 населенных пункта:
- село Дерезовка,
- хутор Оробинский,
- хутор Донской.